# 電視認罪
電視認罪（でんしにんざい）とは、中国語で、テレビで罪を認める事 。中華人民共和国の刑事事件の容疑者が裁判を受ける前の段階で「自白」する映像を放送するのが典型的なパターンである。習近平が中国共産党総書記（最高指導者）になった翌年である2013年以降に見られるようになった。
例えば、2016年7月6日に、林栄基が当局の取り調べ中に「私は中国の法律の条文に違反した」と語る様子が、中国中央電視台で放映された。林栄基は、中国大陸の禁書を扱う香港の銅鑼湾書店の店長で、禁書を持ち込み販売した疑いで拘束されていた。他にも、銅鑼湾書店の幹部だった桂民海、人権派女性弁護士の王宇、スウェーデン人で人権擁護NPOのピーター・ダーリンなどの電視認罪が放送された。彼らは後に記者会見で、自白を強制されたと表明している。
「自白」の内容は、強制や拷問を否定し、中国を讃え感謝を表し、友人や仕事仲間を批判し、自分の拘束に関心を示す海外の人権団体や外国政府を「中国の印象を悪くする」と批判する、などである。自ら人間関係に亀裂を入れる内容の「自白」をさせられたため、自由になった後も心の傷が残る。
このような電視認罪は、有罪が確定するまでは無罪だと推定される近代法の基本を踏みにじる、深刻な人権侵害である。世界人権宣言や国際人権規約、中国の憲法や刑事訴訟法にも違反する可能性が大きいが、公然と続けられている。中国中央電視台以外にも、香港のサウスチャイナ・モーニング・ポストや東方日報が協力した例もある。